# Francesca Semoso
Francesca Rianna Semoso est une actrice et femme politique papou-néo-guinéenne.

## Biographie
Bougainvillaise issue du village de Malasang sur l'île Buka, elle est choisie en 1980 pour le rôle de l'adolescente Lucy dans le film de Chris Owen (en) et d'Albert Toro (en) Tukana: Husat i Asua? alors qu'elle poursuit dans le même temps son enseignement secondaire. Le film, qui porte sur l'aliénation de la jeunesse de l'île de Bougainville, marque le début de sa carrière, et elle devient actrice et danseuse à la Compagnie nationale de théâtre de Papouasie-Nouvelle-Guinée (National Theatre Company of Papua New Guinea),,. Elle est ensuite employée comme journaliste à la radio pour la Corporation nationale de radiodiffusion de Papouasie-Nouvelle-Guinée (en), société publique de radiodiffusion, de 1987 à 2001,.
À l'issue de la guerre civile de Bougainville, elle est membre de 2002 à 2004 de la commission constitutionnelle qui produit la Constitution de la Région autonome de Bougainville. Lors des premières élections en 2005 pour la nouvelle Chambre des représentants de Bougainville, elle remporte l'un des trois sièges réservés aux femmes, et devient députée. Élue adjointe au président de la Chambre, elle préside la commission parlementaire sur le SIDA. En 2007 elle est faite officier de l'ordre de l'Empire britannique par la reine de Papouasie-Nouvelle-Guinée, Élisabeth II, « pour services rendus aux arts et à la communauté de Bougainville ». Battue aux élections de 2010, elle retrouve son siège à celles de 2015, avant d'être battue à nouveau aux élections de 2020,,. En 2012, elle incarne un personnage secondaire, Leola, dans le film Mr. Pip (en), adaptation cinématographique par Andrew Adamson du roman Mister Pip (en) du Néo-Zélandais Lloyd Jones (en) et mettant en scène Xzannjah Matsi et Hugh Laurie dans les rôles principaux,,.
En octobre 2023 elle entre au Parlement national de Papouasie-Nouvelle-Guinée, remportant l'élection partielle dans la circonscription de Bougainville-nord due à la mort du député William Nakin. Élue avec l'étiquette du Pangu Pati, le parti du Premier ministre James Marape, elle est la première femme à représenter une circonscription de Bougainville au Parlement national,. Le 25 mai 2024, elle quitte le parti et est l'une des dix-huit députés qui, emmenés par le ministre des Finances Rainbo Paita, quittent la majorité parlementaire et se joignent à l'opposition parlementaire de Douglas Tomuriesa,. Elle devient alors membre du parti Our Pati (« notre parti », en tok pisin) nouvellement fondé par Rainbo Paita,.